# 고무 인간의 최후
《고무 인간의 최후》는 1987년에 개봉된 뉴질랜드의 영화이다.

## 출연

### 주연
- 테리 포터
- 피트 오허른
- 크레이그 스미스
- 마이크 미넷

### 조연
- 피터 잭슨
- 더그 렌

## 기타
- 프로듀서: 토니 힐즈
- 프로듀서: 제이미 셀커크

## 같이 보기
- 데드 얼라이브